# Walkringen
Walkringen é uma comuna da Suíça, situada no distrito administrativo de Berna-Mittelland, no cantão de Berna. Tem 17,19 km² de área e sua população em 2018 foi estimada em 1.767 habitantes.